# Unite the Union
 (juillet 2018).
Si vous disposez d'ouvrages ou d'articles de référence ou si vous connaissez des sites web de qualité traitant du thème abordé ici, merci de compléter l'article en donnant les références utiles à sa vérifiabilité et en les liant à la section « Notes et références ».
Unite the Union, communément abrégé en Unite, est un syndicat britannique et irlandais, fondé le 1er mai 2007, par l'union des syndicats Amicus et de l'Union générale et du transport des travailleurs. Il s'agit du plus gros syndicat au Royaume-Uni et en Irlande. La secrétaire générale est Sharon Graham depuis le 26 août 2021.
Le 2 juillet 2008, Unite a signé un accord avec United Steelworkers (Travailleurs de l'acier) pour former une nouvelle entité globale appelée Workers Uniting, ce qui représente 3 millions d'adhérents au Royaume-Uni, en Irlande et en Amérique du Nord. Unite toutefois garde sa propre structure au Royaume-Uni.